# Just Call Me (singel)
Just Call Me – drugi singel promujący pierwszy album studyjny zespołu The Jet Set Just Call Me. Grupa wystąpiła z utworem w polskich eliminacjach do finału konkursu Sopot Festival 2006. Teledysk do utworu w reżyserii Janusza Tatarkiewicza, nawiązuje do klipów Michaela Jacksona „Thriller” i „Bad”

## Notowania
Pozycje na listach airplay:
| Kraj  | Lista (2008)            | Najwyższa pozycja na liście |
| ----- | ----------------------- | --------------------------- |
| Rosja | Tophit (Top Radio Hits) | 319                         |

Pozycje na radiowych listach przebojów:
| Kraj   | Lista (2006)                                         | Najwyższa pozycja na liście |
| ------ | ---------------------------------------------------- | --------------------------- |
| Polska | Polskie Radio Szczecin (Szczecińska Lista Przebojów) | 33                          |
| Polska | RMF FM (Poplista)                                    | 2                           |